# Navy Unit Commendation
La Navy Unit Commendation (NUC) est une décoration militaire dans la marine américaine. Elle est décernée par le Département de la Marine des États-Unis.
Créée par arrêté du Secrétaire à la Marine des États-Unis James Forrestal le 18 décembre 1944, il s'agit d'un ruban décerné pour un navire, un escadron, un groupe, un équipage ou un détachement de la marine américaine ou du Corps des Marines qui, depuis le 6 décembre 1941, s'est distingué contre l'ennemi avec un héroïsme exceptionnel, sans que cela soit jugé suffisant pour justifier l'attribution de la Presidential Unit Citation.